# Gran carnal
El Gran Carnal es una parodia Mexicana basada en Gran Hermano, en el que un grupo de Actores interpretan a unos personajes muy mediáticos. Esta fue una idea originaria por el programa de Televisa, Otro Rollo. Los personajes fueron basados en la primera edición de Big Brother en México.

## Gran Carnal 1
Se estrenó bajo el nombre de "Gran Carnal: Los Fenómenos", basándose en el nombre de la primera edición de "Big Brother: El Fenómeno". La conductora es "Damela Micha" (Consuelo Duval) la cual se inspiró en la original conductora Adela Micha.

### Los Intérpretes
- Adal Ramones es Plutarco Urquidi: un tipo tímido, nervioso y patético. Siempre cuenta con una pistola y una gabardina, se termina casando con Déborah Fierro cuando esta se da cuenta de que no lleva su pistola tras un abrazo.
- Eduardo España es Ricky Martines: un niño fresa que siempre trae una melena corta que felizmente mueve. Su deseo es ganar el reality para abrir un asilo para ancianos ricos. Se termina casando con Deyanira Rubi.
- Luz Elena González es Jenny Corcuera: Una niña bien que se vio muy poco durante el reality (debido a los compromisos de la actriz) pero en el poco tiempo logró seducir a Benito Buendia y convencerlo de que es el padre de su hijo.
- Gabriela Platas es Virginia de la Purísima Concepción: Una niña devota que se enamora del invitado especial del evento: el Compayito y al besarlo siente tantos cargos de conciencia que pide un sacerdote que la confiese, tras eso, abandona el evento. El personaje causó mucha polémica.
- Jorge Alejandro es Giorgio Alessandro, un homosexual declarado que resiste casi hasta el final del evento, después de ser manoseado mientras dormía por Aparicio (quien lo confundió con Deyanira) se enamora de él y terminan formando una pareja.
- Mauricio Castillo es Aparicio Guadarrama, un exconvicto que aun siente obsesión por robar, especialmente cervezas, al final termina como pareja de Giorgio, al ver que técnicamente no tiene pareja.
- Roxana Castellanos es Deyanira Rubí - Ganadora es una bailarina exótica cuyo único afán en la vida es convencer al mundo que su oficio es también un deporte y que debe estar en los Juegos Olímpicos. Pese a ser algo vulgar y naca es hermosa a los ojos de muchos especialmente de Aparicio y Ricky.
- Sheyla Tadeo es Déborah Fierro una mujer con problemas de peso y un apetito sexual insaciable (junto con su apetito normal), fue de las primeras expulsadas tras ver sus competidores que tenía problemas con el baño especialmente después de comer. Se casa con Plutarco tras notar que "no llevaba su pistola adelante".
- Yordi Rosado es Benito Buendía es un hombre optimista que constantemente trata de calmar los impulsos de los demás y soporta hasta los maltratos con una sonrisa, lo cual pronto le termina con una expulsión. Se casa con Jenny, al creerle que ella tiene un hijo de él.

## Gran Carnal 2

### Los Intérpretes
- Adal Ramones es Tizoc, un hippie drogadicto que está constantemente "viajando" mientras participa en el evento. Sus inesperadas apariciones hicieron que hasta le llamaran "el Chemo del Ocho" (en referencia al Chavo del Ocho).
- Eduardo España es Doña Margara Francisca - Ganadora, una señora que se la vive haciendo pellizcadas, suele decir muchas majaderías rematando con su frase "con todo respeto", se enamora de Odilón y se resistieron mucho para besarse, al final se dan un beso pero su relación no dura mucho. Presume de tener un hijo gay. El personaje más exitoso de ambas parodias pues terminó como personaje central de un programa de Telehit llamado "Las Pellizcadas de Doña Margara", incluso ya tiene un bar en Zapopan, Jalisco con su nombre. Ganó indiscutiblemente la final.
- Jorge Alejandro es Odilón un policía que cae por casualidad en el evento y llega hasta la final, donde, pese a terminar besando por fin a Doña Margara no pudo concretar su relación al hacerle saber que era casado.
- Manola Diez es Dariah Spears (parodia de Mariah Carey y Britney Spears) una niña nice que participa en el evento sin tener mucho éxito pues pronto es eliminada. Su nombre real es Daría Esparza, pero decidió cambiárselo debido a que según ella sonaba a nombre de vendedora de elotes.
- Mauricio Castillo es El Asterisco Vengador un luchador que odia su mote pues hace referencia a cierta parte del cuerpo. Entra a la casa creyendo que no encontrará mucho que hacer, pero Doña Pepa le dará mucho entrenamiento.
- Queta Lavat es Doña Pepa, una simpática ancianita que sufre las consecuencias al decir sin querer "bolita" o una palabra relacionada pues Tizoc lo relaciona con "pedir bolita" (amontonarse sobre ella) y recibe unas palizas desastrosas en el acto, especialmente del Asterisco Vengador y Tizoc.
- Roxana Castellanos es Paulina Prieto (parodia de Paulina Rubio) una cantante pop que, por sus compromisos artísticos, tiene que entrar y salir de la casa, y pese a que su única intervención dejó con la boca abierta a todos los caballeros fue expulsada por irregular.
- Yordi Rosado es Payaso Gargajito, un payaso amargado que constantemente se la pasa tirando gargajos, de ahí su nombre.
- Cositas, una mujer del Canal 5 que hace cápsulas infantiles por las mañanas, tremendamente inocente, suele no entender los constantes albures que dicen sus camaradas.

- Datos: Q5884269